# Cmentarz żydowski w Rossoszu
Cmentarz żydowski w Rossoszu – kirkut służący niegdyś żydowskiej społeczności Rossosza. Data powstania jest nieznana. Miał powierzchnię 0,4 ha, na której do czasów obecnych nie zachował się żaden nagrobek.